# Bundesautobahn 980
Bundesautobahn 980 (em português: Auto-estrada Federal 980) ou A 980, é uma auto-estrada na Alemanha.
A Bundesautobahn 980 tem 5 km de comprimento.

## Estados
Estados percorridos por esta auto-estrada:
- Baviera